# 拉耶杜尔格
拉耶杜尔格（Rayadurg），是印度安得拉邦Anantapur县的一个城镇。总人口54127（2001年）。

## 人口
该地2001年总人口54127人，其中男性27428人，女性26699人；0—6岁人口7228人，其中男3652人，女3576人；识字率55.99%，其中男性为64.95%，女性为46.78%。